# Ларченков, Валерий Васильевич
Валерий Васильевич Ларченков (13 января 1940 — 2 июля 2014, Димитровград, Ульяновская область, Россия) — советский и российский тренер по лёгкой атлетике, заслуженный тренер РСФСР.

## Биография
В Димитровграде с 1966 г. Работал старшим тренером — преподавателем по лёгкой атлетике ДЮСШ клуб «Нейтрон» Димитровграда. В 1999 г. — главный тренер. Среди его учеников чемпионка России по марафонскому бегу (1995), чемпионка мира в общекомандном зачёте по легкоатлетическому кроссу Ольга Назаркина.
Заслуженный тренер РСФСР по лёгкой атлетике, судья республиканской категории.